# Macrotus
Macrotus es un género de murciélagos que pertenecen a la familia Phyllostomidae. Agrupa a 2 especies nativas de América.

## Especies
Se reconocen las siguientes especies y subespecies:
- Macrotus californicus Baird, 1857
- Macrotus waterhousii Gray, 1843
  - Macrotus waterhousii waterhousii
  - Macrotus waterhousii bulleri
  - Macrotus waterhousii compressus
  - Macrotus waterhousii jamaicensis
  - Macrotus waterhousii mexicanus
  - Macrotus waterhousii minor